# Ломаные линии
«Ломаные линии» (англ. Broken Lines) — драматический фильм 2008 года режиссёра Салли Апрахамиан. Премьера состоялась 2 сентября 2008 года на кинофестивале Венецианские дни в Италии.

## Сюжет
В сложный любовный многоугольник оказались втянуты Джейк, его сожительница Зои, парализованный боксер Честер и его подруга и сиделка Би.

## В ролях
| Актёр          | Роль   |
| -------------- | ------ |
| Пол Беттани    | Честер |
| Оливия Уильямс | Зои    |
| Дэн Фреденбург | Джейк  |
| Дорали Роза    | Би     |
| Гарриет Уолтер | Лиа    |
| Стив Туссен    | Физио  |
| Рита Ташингем  | Рэи    |

## Отзывы
Фильм получил смешанные отзывы кинокритиков. На сайте Rotten Tomatoes у фильма 43 % положительных рецензий из 7.